# Ulrich Schreck
Ulrich Schreck, född den 11 mars 1962 i Tauberbischofsheim, Tyskland, är en tysk fäktare som tog OS-guld i herrarnas lagtävling i florett i samband med de olympiska fäktningstävlingarna 1992 i Barcelona.